# Chanikarn Tangkabodee
Chanikarn Tangkabodee (tiếng Thái: ชนิกานต์ ตังกบดี, phiên âm: Cha-ni-can Tang-ka-bô-đi, sinh ngày 20 tháng 2 năm 2004) còn có nghệ danh là Prim (พริม), là một nữ diễn viên người Thái Lan gốc Hoa trực thuộc GMMTV. Cô được biết đến nhiều nhất qua các tác phẩm như Năng lực trời ban 2, F4 Thái Lan: Vườn sao băng (2021–2022), và Enigma (2023).

## Tiểu sử và học vấn
Prim sinh ra ở Băng Cốc, Thái Lan và là người gốc Hoa. Cô đã gia nhập làng giải trí từ khi còn nhỏ, xuất hiện trong một số quảng cáo.
Năm 2022, Prim tốt nghiệp Chulalongkorn University Demonstration School. Cô hiện đang theo học khoa Thương mại và Kế toán tại Đại học Chulalongkorn.

## Sự nghiệp
Cơ hội diễn xuất đầu tiên của Prim là trong bộ phim Chiang Khan Story, thủ vai nữ chính thuở nhỏ. Từ năm 2014 đến 2019, cô tiếp tục đảm nhận vai khách mời trong một số dự án như Luerd Ruk Toranong (2016), U-Prince: Chàng cao bồi đẹp trai (2016) và Ngược dòng thời gian để yêu anh (2018).
Prim chính thức ký hợp đồng cùng GMMTV vào năm 2019, và góp mặt với một vai phụ trong Phi vụ học đường. Năm 2020, cô đảm nhận vai chính đầu tiên trong Năng lực trời ban 2, và sau đó là F4 Thái Lan: Vườn sao băng (2021–2022), bộ phim giúp tên tuổi cô đến gần hơn với khán giả quốc tế.
Năm 2022, cô đóng chính phần Somewhere Only We Belong thuộc phim hợp tuyển Good Old Days, cùng với Perawat Sangpotirat.
Tháng 7 năm 2023, Prim quay trở lại màn ảnh nhỏ với vai nữ chính trong bộ phim Enigma. Cũng trong năm nay, cô còn một tác phẩm khác là Because You're My First Love.
Ngoài ra, Prim cũng hợp tác với nhiều hãng thời trang xa xỉ, một vài nhà mốt bao gồm Dior, Louis Vuitton, Gucci, Versace, Bulgari. Cô cũng trở thành người đại diện cho các thương hiệu như Shein và Doctorlogy. Prim còn thường xuyên xuất hiện trên các tạp chí thời trang nổi tiếng như L'Officiel, Elle, Harper's Bazaar và Vogue.

## Danh sách phim

### Phim điện ảnh
| Year | Title                   | Role           | Notes         | Ref. |
| ---- | ----------------------- | -------------- | ------------- | ---- |
| 2014 | Lá thư và những kỷ niệm | June (hồi nhỏ) | Vai khách mời |      |
| 2014 | Chiang Khan Story       | Pang (hồi nhỏ) | Vai phụ       |      |
| 2017 | Gift                    |                | Vai chính     |      |

### Phim truyền hình
| Năm       | Tên phim                                         | Vai                                 | Đài             | Ghi chú       | Nguồn  |
| --------- | ------------------------------------------------ | ----------------------------------- | --------------- | ------------- | ------ |
| 2011      | Roi Man                                          | May (hồi nhỏ)                       | Channel 3       | Vai phụ       |        |
| 2014      | Luksao Phomot                                    | Manao (hồi nhỏ)                     | Channel 3       | Vai phụ       |        |
| 2015      | Mãnh hổ: Krating                                 | Hong (hồi nhỏ)                      | Channel 3       | Vai phụ       |        |
| 2015      | Mãnh hổ: Hong                                    | Hong (hồi nhỏ)                      | Channel 3       | Vai phụ       |        |
| 2016      | Mue Prab Sai Daew                                | Em gái Prim                         | Channel 3       | Vai phụ       |        |
| 2016      | U-Prince: Chàng cao bồi đẹp trai                 | Prikkang (hồi nhỏ)                  | GMM 25          | Vai khách mời |        |
| 2016      | Dòng máu kiêu hãnh                               | Soison (hồi nhỏ)                    | Channel 3       | Vai khách mời |        |
| 2016      | Raeng Chang                                      | Auengfah (hồi nhỏ)                  | Workpoint TV    | Vai khách mời |        |
| 2016      | Maya Chimplee                                    | "Ai" Chanakan Damrongwech (hồi nhỏ) | Channel 3       | Vai khách mời |        |
| 2017      | Ngao Arthun                                      | Ja                                  | Channel 8       | Vai phụ       |        |
| 2018      | Ngược dòng thời gian để yêu anh                  | Duen                                | Channel 3       | Vai khách mời | [ 1 ]  |
| 2019      | Bangkok Vampire                                  | Joe                                 | Mono 29         | Vai khách mời |        |
| 2019      | Vì sao đưa anh tới                               | Praoroong (hồi nhỏ)                 | Channel 3       | Vai khách mời |        |
| 2019      | Phi vụ học đường                                 | Melon                               | GMM 25          | Vai phụ       | [ 19 ] |
| 2020      | Nang Sao 18 Mongkut                              | Praow                               | GMM 25          | Vai phụ       |        |
| 2020      | Năng lực trời ban 2                              | "Grace" Natnicha Wongwattana        | GMM 25          | Vai chính     | [ 20 ] |
| 2021–2022 | F4 Thái Lan: Vườn sao băng                       | "Kaning" Kanittha Na Bangpleang     | GMM 25          | Vai phụ       | [ 21 ] |
| 2022      | Good Old Days: Somewhere Only We Belong          | Mai                                 | Disney+ Hotstar | Vai chính     | [ 22 ] |
| 2023      | Enigma                                           | "Fa" Farinda Panya-angkul           | GMM 25          | Vai chính     | [ 23 ] |
| 2024      | Gửi Thời Thanh Xuân Ngây Thơ Tươi Đẹp (Bản Thái) | Som-O                               | GMM 25          | Vai chính     | [ 24 ] |
| TBA       | Dark Dice                                        |                                     | GMM 25          | Vai chính     |        |
| TBA       | MU-TE-LUV: Hãy Sử Dụng Lý Trí Khi Yêu            |                                     | GMM 25          | Vai chính     |        |

## Video âm nhạc
| Năm  | Tên                   | Nghệ sĩ                | Ref.   |
| ---- | --------------------- | ---------------------- | ------ |
| 2021 | "Closer" (แค่ไหนก็ใกล้)  | Metawin Opas-iamkajorn | [ 25 ] |
| 2022 | "Sleepless" (นอนไม่พอ) | Perawat Sangpotirat    | [ 26 ] |
| 2022 | ก๊อก ก๊อก               | Lipta feat. UrboyTJ    | [ 27 ] |
| 2023 | "North Star"          | Jirawat Sutivanichsak  | [ 28 ] |

## Giải thưởng và đề cử
| Năm  | Giải thưởng                  | Hạng mục                       | Tác phẩm                   | Kết quả   | Ref.   |
| ---- | ---------------------------- | ------------------------------ | -------------------------- | --------- | ------ |
| 2022 | 27th Asian Television Awards | Nữ diễn viên phụ xuất sắc nhất | F4 Thái Lan: Vườn sao băng | Đoạt giải | [ 29 ] |
| 2023 | Maya TV Awards 2023          | Ngôi sao nữ triển vọng của năm | F4 Thái Lan: Vườn sao băng | Đề cử     |        |